# Kállósemjéni Mohos-tó Természetvédelmi Terület
A 41 hektár kiterjedésű Mohos-tó a Nyírség egyik utolsó, nagy kiterjedésű úszó lápi szigetvilága, melyen ritka, ősi mocsári növények – tőzegpáfrány, moszatfajok – tenyésznek.

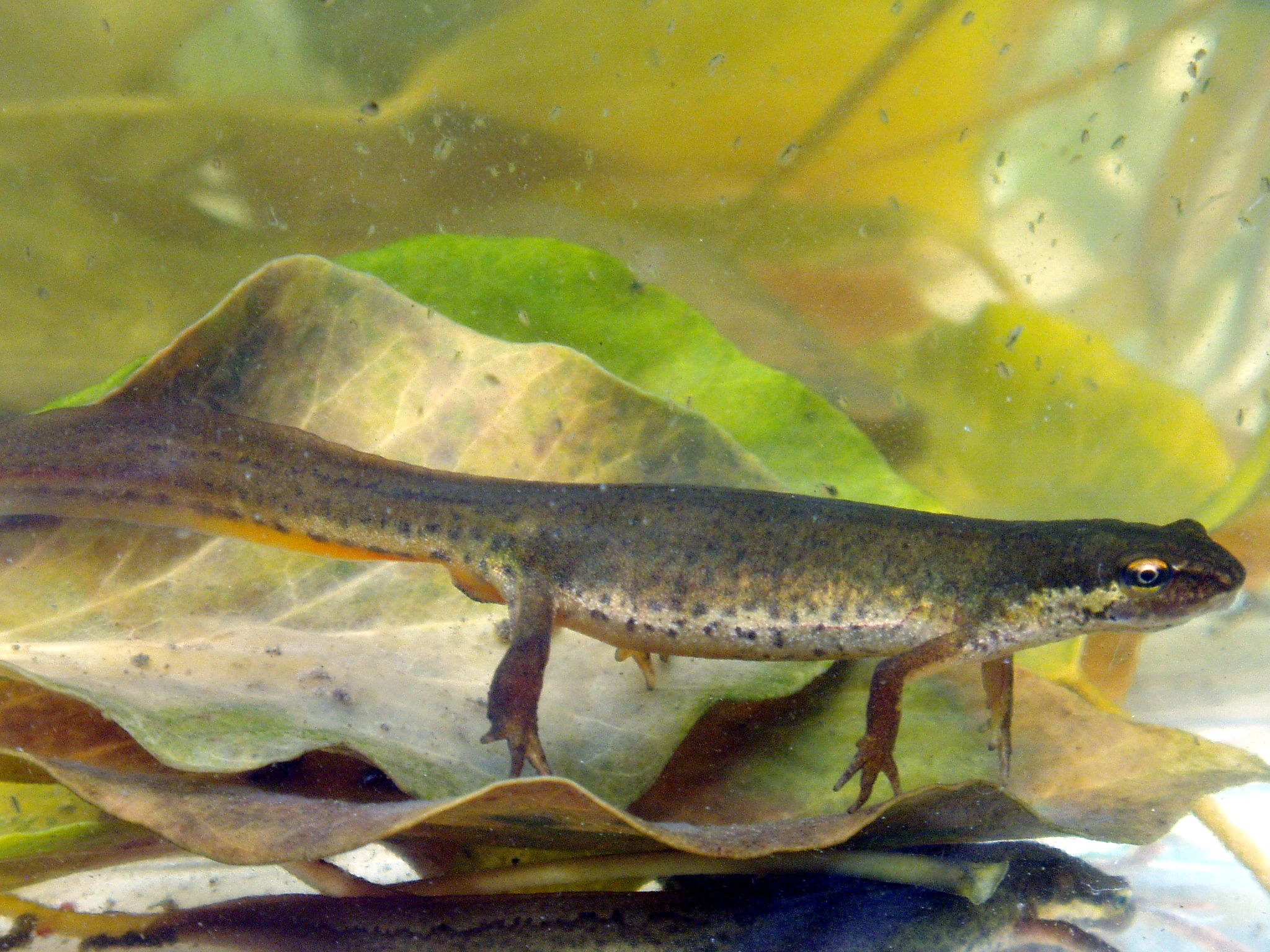
Pettyes gőte

Kitaibel Pál, a neves botanikus is kutatott a 18. század végén a Nyírség e részén, de a lápról az első beszámolót 1927-ben Kiss Lajos, a nyíregyházi Jósa András Múzeum egykori igazgatója készítette el, azonban a láp komolyabb feltárása Boros Ádám, majd Soó Rezső nevéhez fűződik.

## Fekvése

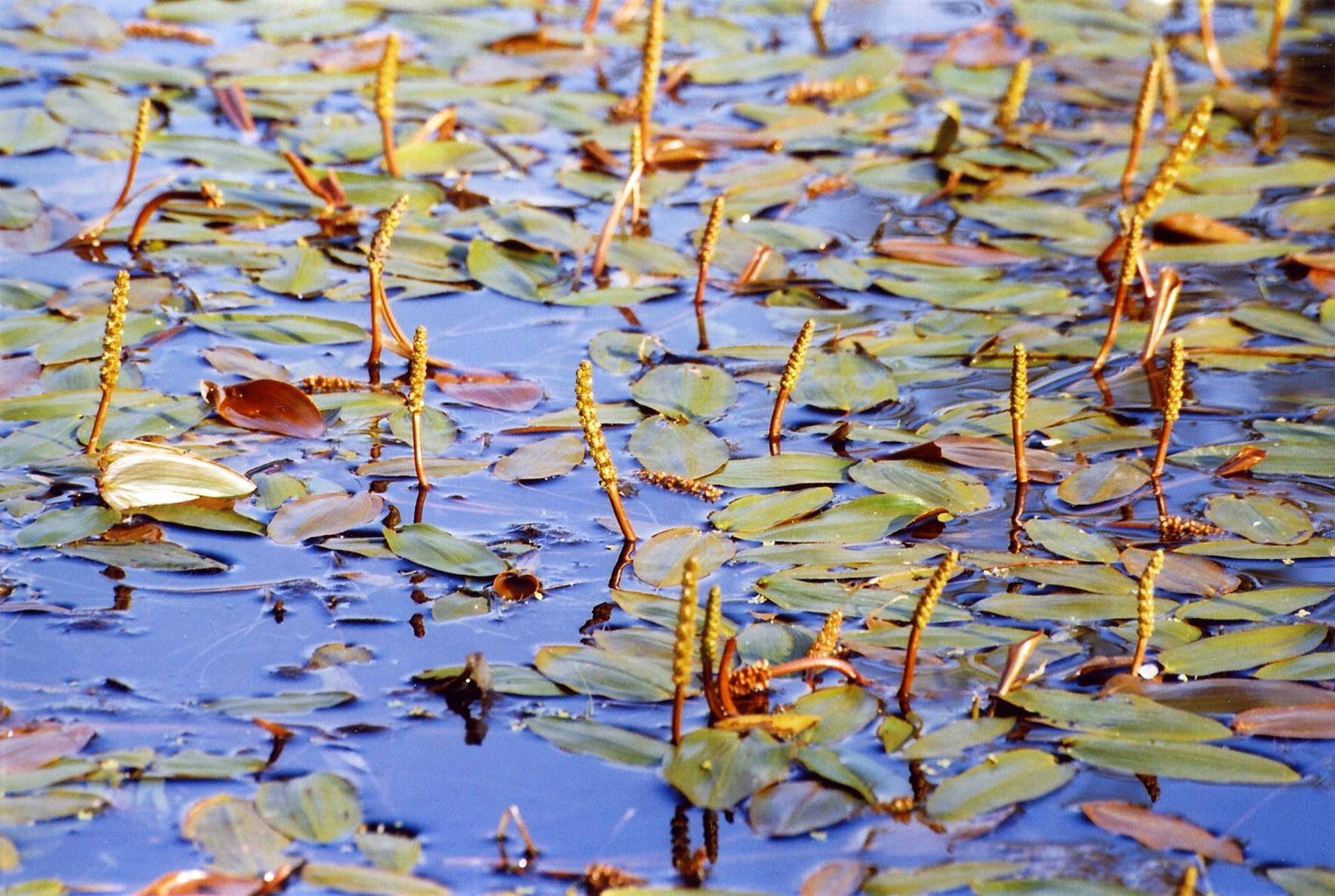
Egy a Mohos-tó vízinövényei közül:(Potamogeton natans)

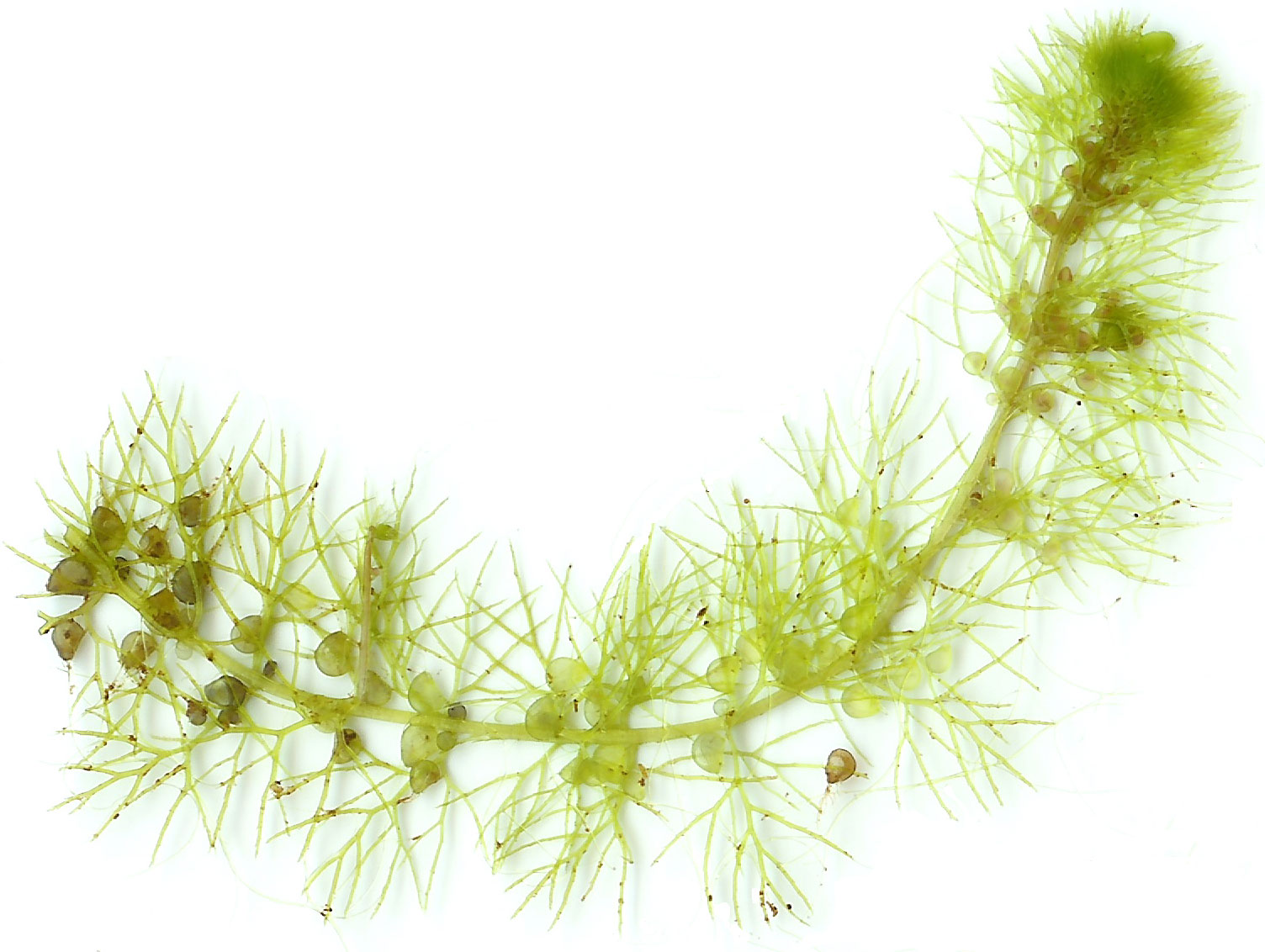
Közönséges rence (Utricularia vulgaris) víz alatti szára a rajta levő tojás alakú rovarfogó tömlőkkel

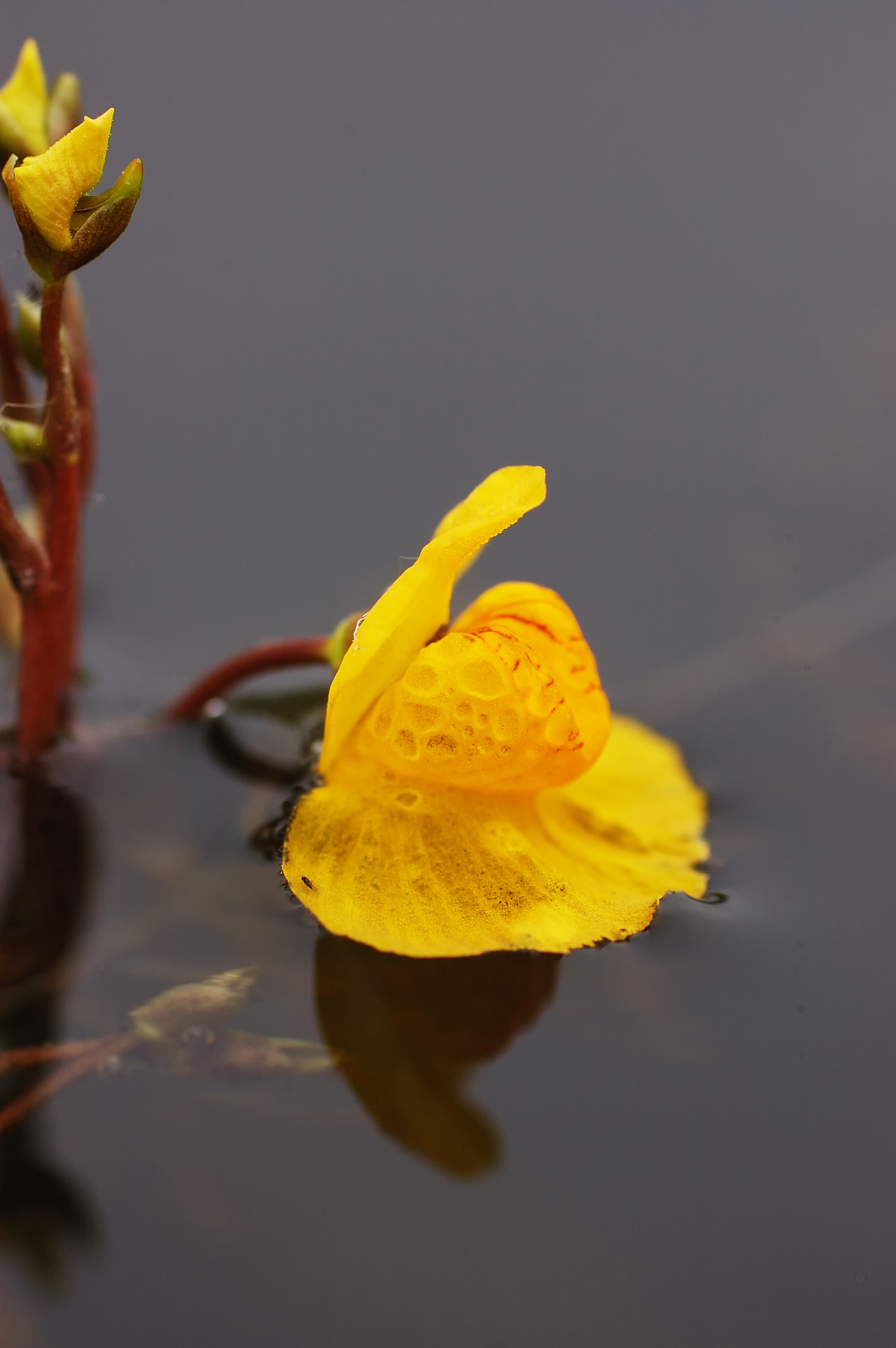
A közönséges rence (Utricularia vulgaris) víz feletti sárga virága

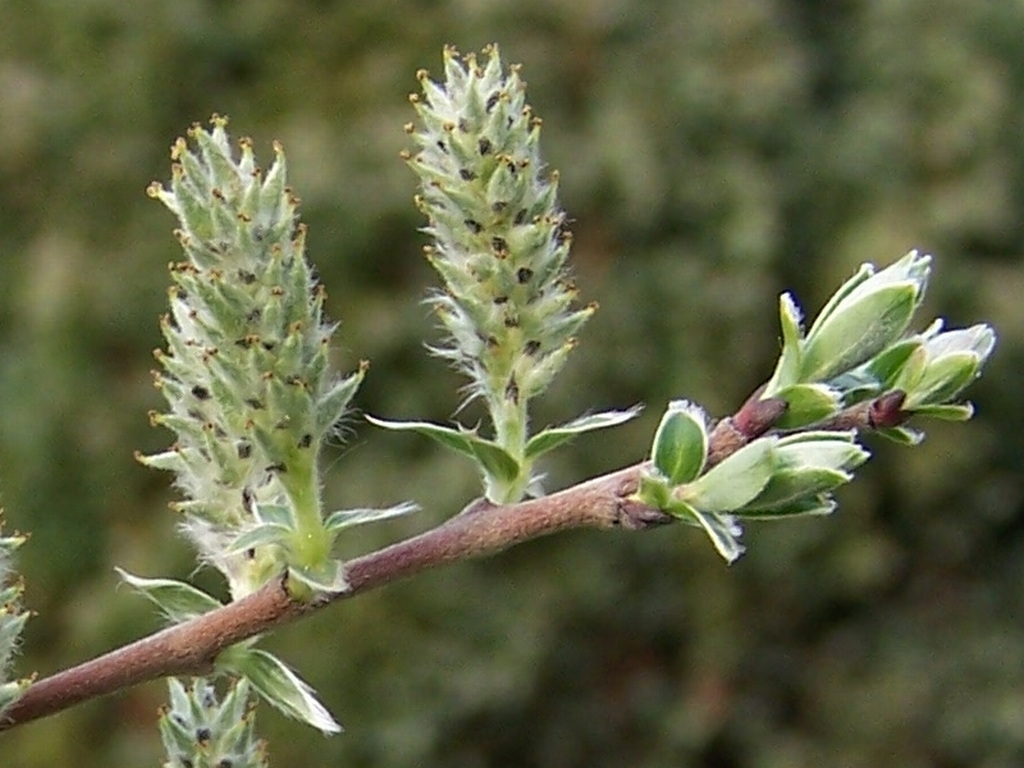
Cinegefűz, (Salix repens subsp.r.)

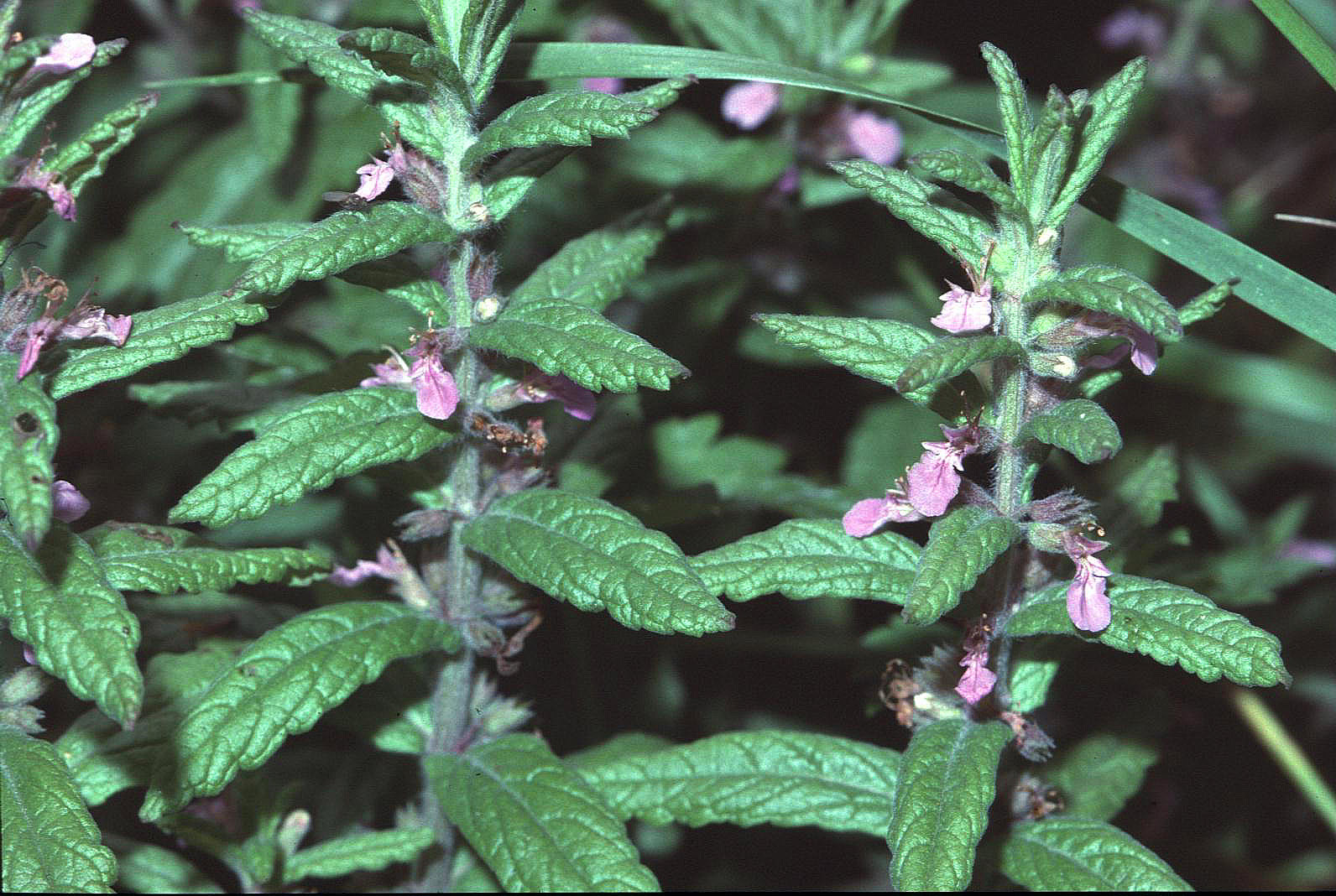
Vízi gemandor

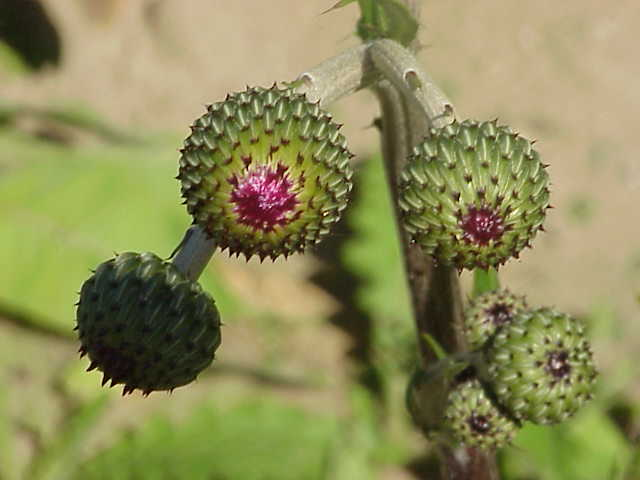
Szürke aszat

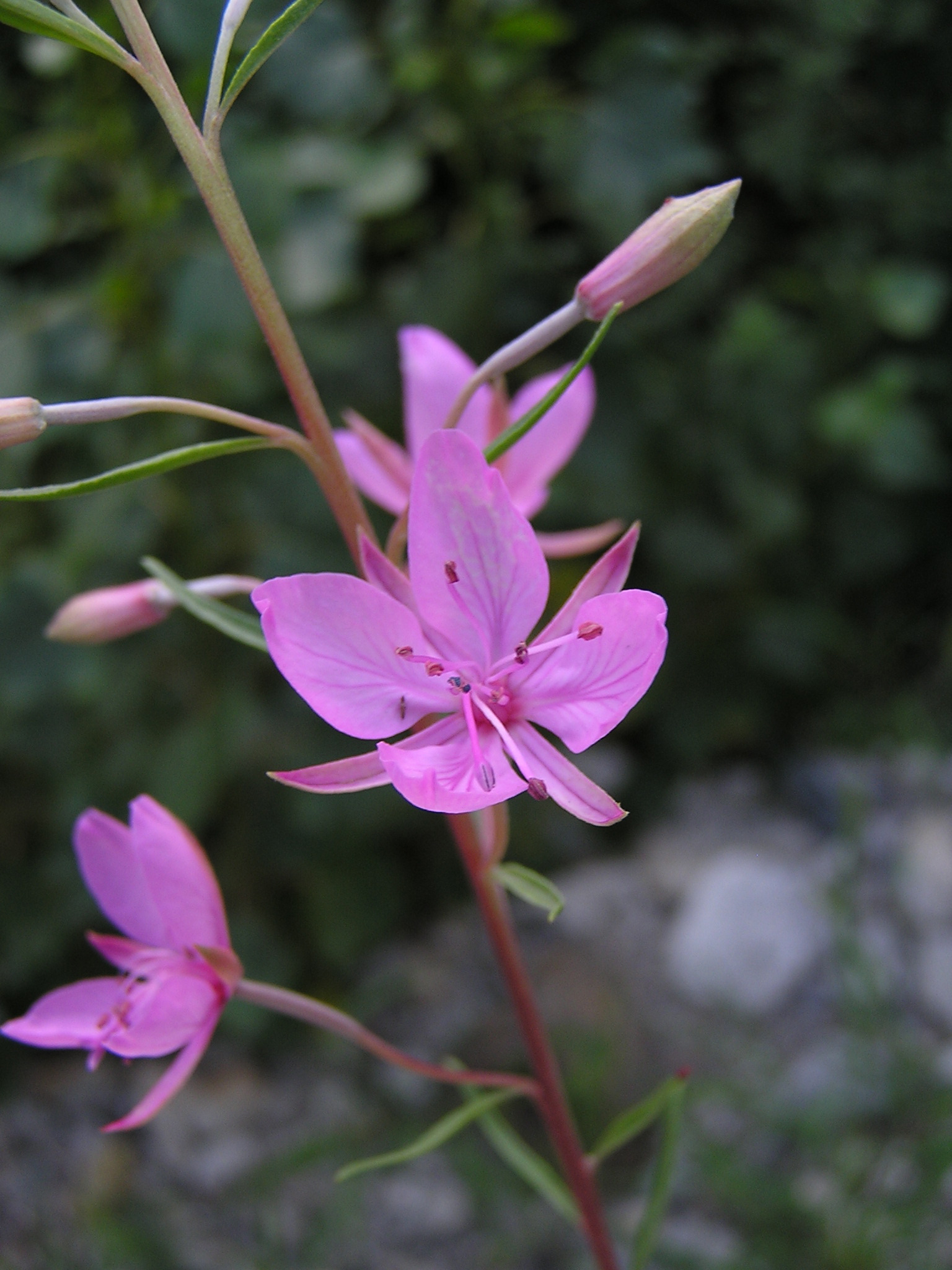
Vízparti deréce (Epilobium dodonaei)

Kállósemjén központjától északra helyezkedik el, nem messze Magy határszélétől, a Levelekre vezető 4926-os úttól jobbra (keletre) letérve érhető el.

## Nevének eredete
Nevét a víz szinét ellepő "villás májmoha"neve után kapta.

## Jellege
Láp (vízszint leülepedése előtt úszóláp)
Homokdombok határolta tó, fűzláp és nádasállományok nyílt vízfelülettel megtört váltakozása, suvadással keletkezett 2-3 méter mélységű képződmény.

## Kialakulása
Körülbelül 8000 évvel ezelőtt, az legutóbbi jégkorszak végén a szél az egykori folyómedrek vízzel feltöltött medencéjét homokdombokkal zárta körül. A kialakult homokdombokon megtelepedett tölgyerdők segítették a vidék hűvös, nyirkos mikroklímájának megőrzését.
A 18. században azonban a lápszéli homokdombokon húzódó tölgyerdőket kivágták, s a „lápteknő” egy részét a szél által hordott homok töltötte fel; helyén legelő alakult ki.
Ezáltal a terület két külön résszé különült el: Kis- és Nagy-Mohosra; megszűnt az egybefüggő víztükör.
A szárazabbá váló éghajlat nyomán drámai változások következtek be: a homok ismét megindult, s vele együtt az erdő tápanyagtartalma a tóba került. Ez gyors mocsarasodást, majd úszóláp-képződést okozott.
Az úszó láp (úszó sziget) alapja az iszapból kiszakadozó gyékény, melynek víz felszínére emelkedő gyökérsokaságából keletkezett. A gyökérrészeket a szél egy helyre terelte, s a tutajszerű képződményeken idővel idegen növények telepedtek meg, melyek gyökérzete a laza gyékényuszadékokat szorosan összefűzte, a szél sodorta homok és növénymaradványok a szigetet állandóan vastagították, gyarapították. A megvastagodott úszólápon aztán idővel a rekettyefűz gyökerei is megkapaszkodtak.
A környék vízrendezése, csatornázása miatt tovább csökkent a vízszint, ami az úszólápok megvastagodott szőnyegének „leülését” vonta maga után; stabil rekettyefüzesek alakultak ki.
Ma kút látja el vízzel a lápot, azért, hogy az eredeti állapot továbbra is fennálljon, s az időjárás változásai ne veszélyeztessék fennmaradását.
Bár avatatlannak nem túl mutatós látvány a jórészt fűzlápos terület, a szakemberek annál többre értékelik.

## Növényvilága
- Közönséges rence (Utricularia vulgaris)

A terület nádasokkal, gyékényesekkel borított szegélyén található ez a víz felszínén lebegő békalencsékből, részben a felszín alatt lebegő rovarfogó növényekből álló rence-békalencse hínár és jellemző faja a rovarokat és apró rákokat fogó sárga virágú közönséges rence (Utricularis vulgaris) is, amely „ragadozó”, gyökér nélküli vízinövény; foglyul ejti és megemészti az apró organizmusokat, beleértve az állati eredetű egysejtűeket (protozoa), és a néhány milliméteres rákocskákat is. A „ragadozó” növény a zsákmányszerzés műveletét olyan gyorsan – a folyamat egy fél milliszekundum alatt zajlik le – hajtja végre, hogy a húsevő növénnyel szemben a foglyul ejtett állatnak esélye sincs a menekülésre. A növény levelein tojás alakú, állatfogásra szolgáló tömlők sorakoznak, amelyek „száját” egy, csupán befelé nyíló csappantyú zárja le. A tömlők nyílása előtt két, szárnyasan tagolt sörte található. A tömlők csapdaként, és olyan villámgyorsan működnek, hogy szabad szemmel a zsákmányszerzés folyamata nem követhető.
A grenoble-i egyetem kutatói – Philippe Marmottant-nal az élen – ezért egy olyan kamerát készítettek, amely másodpercenként tízezer felvételt képes készíteni. Így a filmet lelassítva a tudósoknak sikerült megismerni a vadászat módját: A ragadozó rencéről készült kisfilm a YouTube-on: 
A film lelassítása által kiderült, hogy amikor a rence „készenlétbe helyezi” a csapdát kifújja a tömlőben lévő folyadékot, miáltal annak a belsejében alacsonyabb a nyomás, mint a környezetben. Amint a potenciális zsákmány megérinti a tömlő „szája” előtt lévő parányi sertéket, a csappantyú kinyílik, és a víz az áldozattal együtt bezúdul a tömlőbe. A számítások szerint a szívóhatás oly erős, hogy a nehézkedési gyorsulás eléri a 600 g-t. Összehasonlításként az űrhajó startjánál az asztronautákra 3,5 g nehézségi gyorsulás hat.
- Cinegefűz(wd) (Salix repens subsp.r.)
- Rekettyefűz
- Széleslevelű gyékény (Typha latifolia)
- Vízi gemandor(wd) (Teucrium scordium)
- Szürke aszat(wd) (Cirsium canum)
- Tőzegpáfrány
- Villás májmoha
- Moszatok
- Őszi vérfű (Sanquvisobra officinalis)
- Vízmelléki csukóka(wd) (Scutellaria galericulata)
- Vidrafű (Menyanthes trifoliata)
- Borkó(wd) (Thalictrum simplex)
- Vízparti deréce (Epilobium dodonaei)
- Réti füzény
- Virágkáka
- Iszapzsurló
- Kis békalencse
- Ebszőlőcsucsor

## Állatvilága
- barna varangy
- mocsári béka
- tarajos gőte
- pettyes gőte
- Réti csík
- Vízisikló
- Mocsári teknős
- Menyét
- Hermelin
- Vörös vércse
- Kék vércse
- Szürke gém
- Bakcsó
- Szárcsa
- Cigányréce
- Vízityúk
- Nádi tücsökmadár
- Nádi sármány

## Galéria

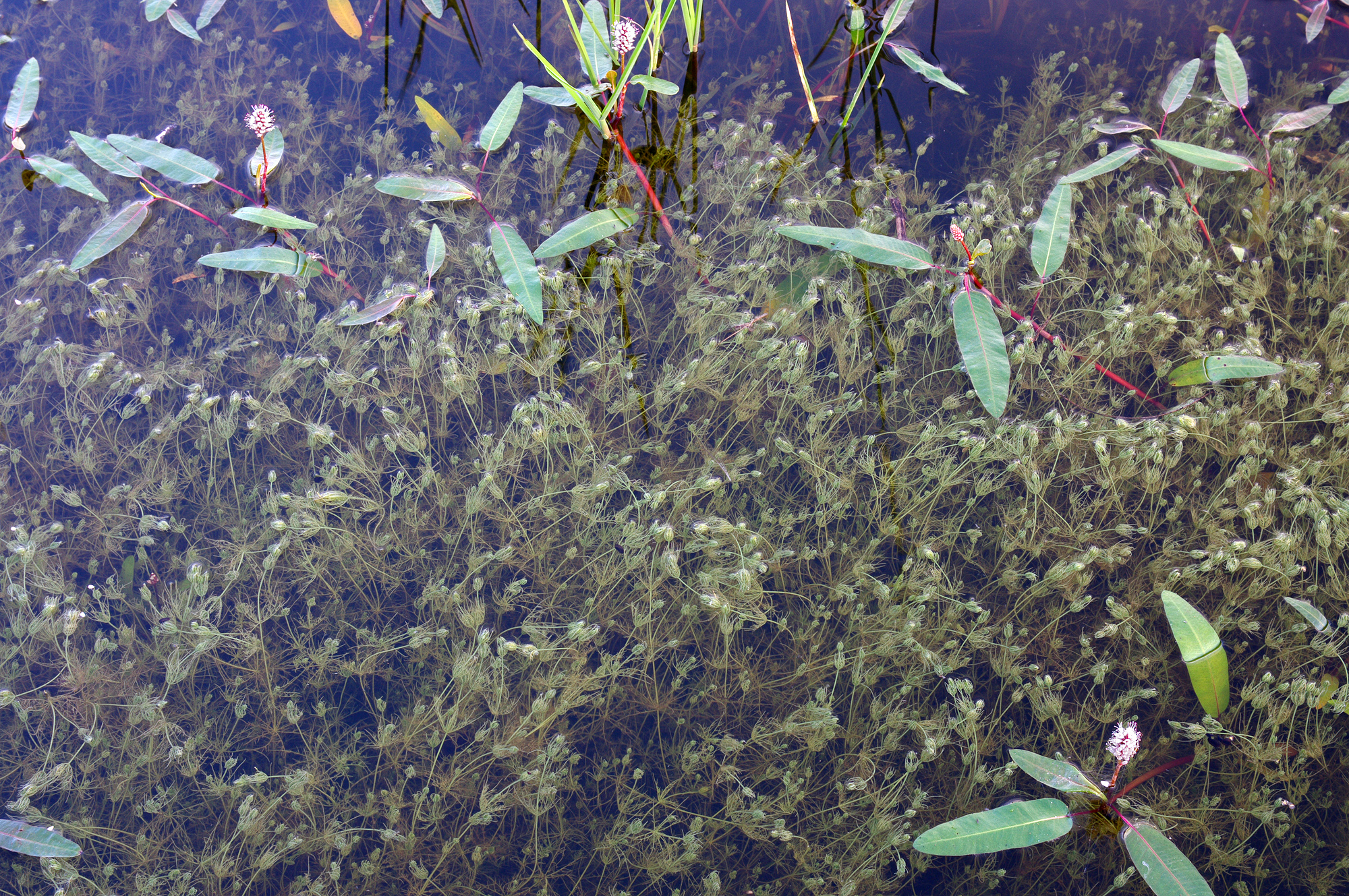
Pettyes gőték élőhelyükön
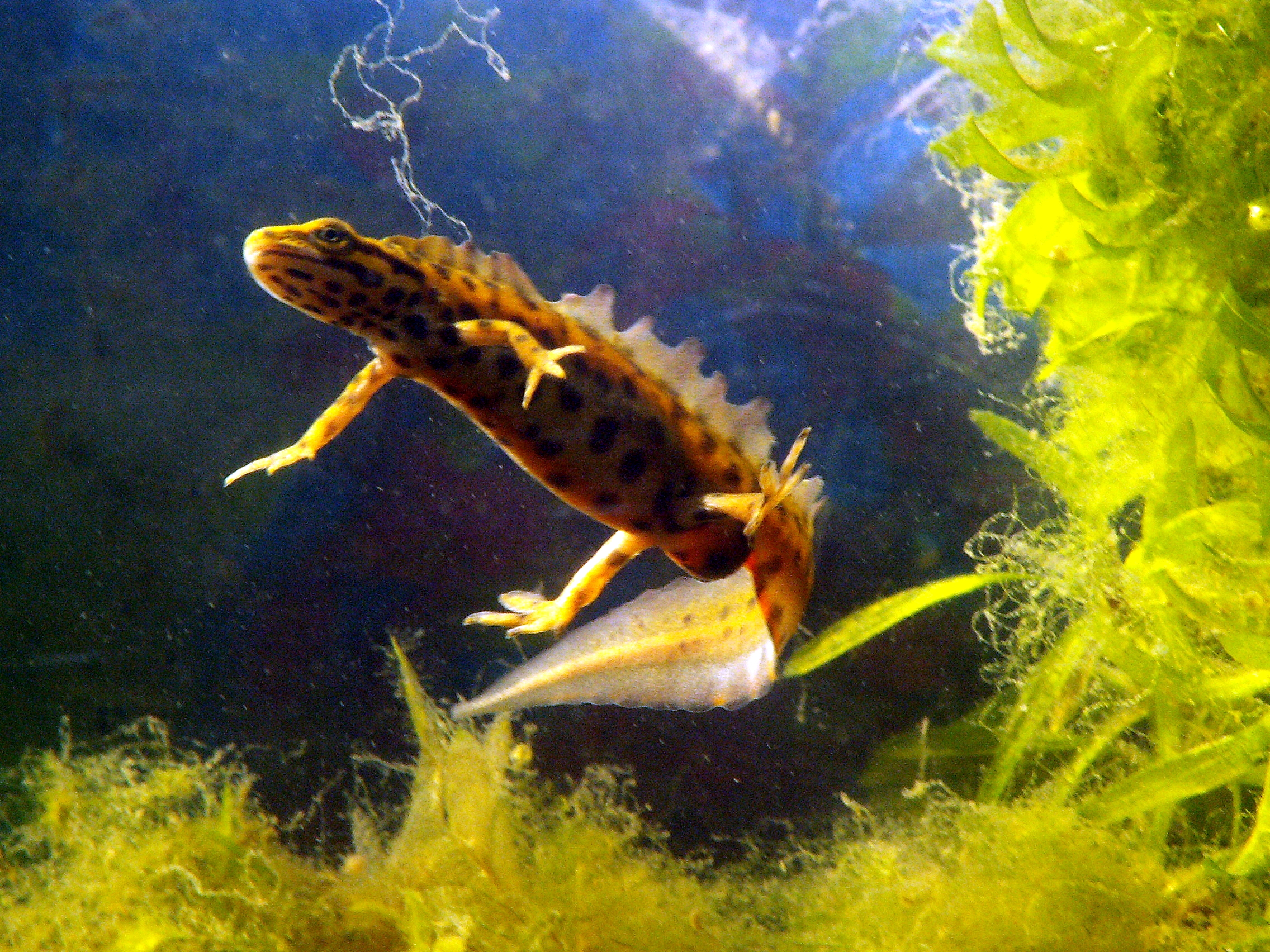
Pettyes gőte
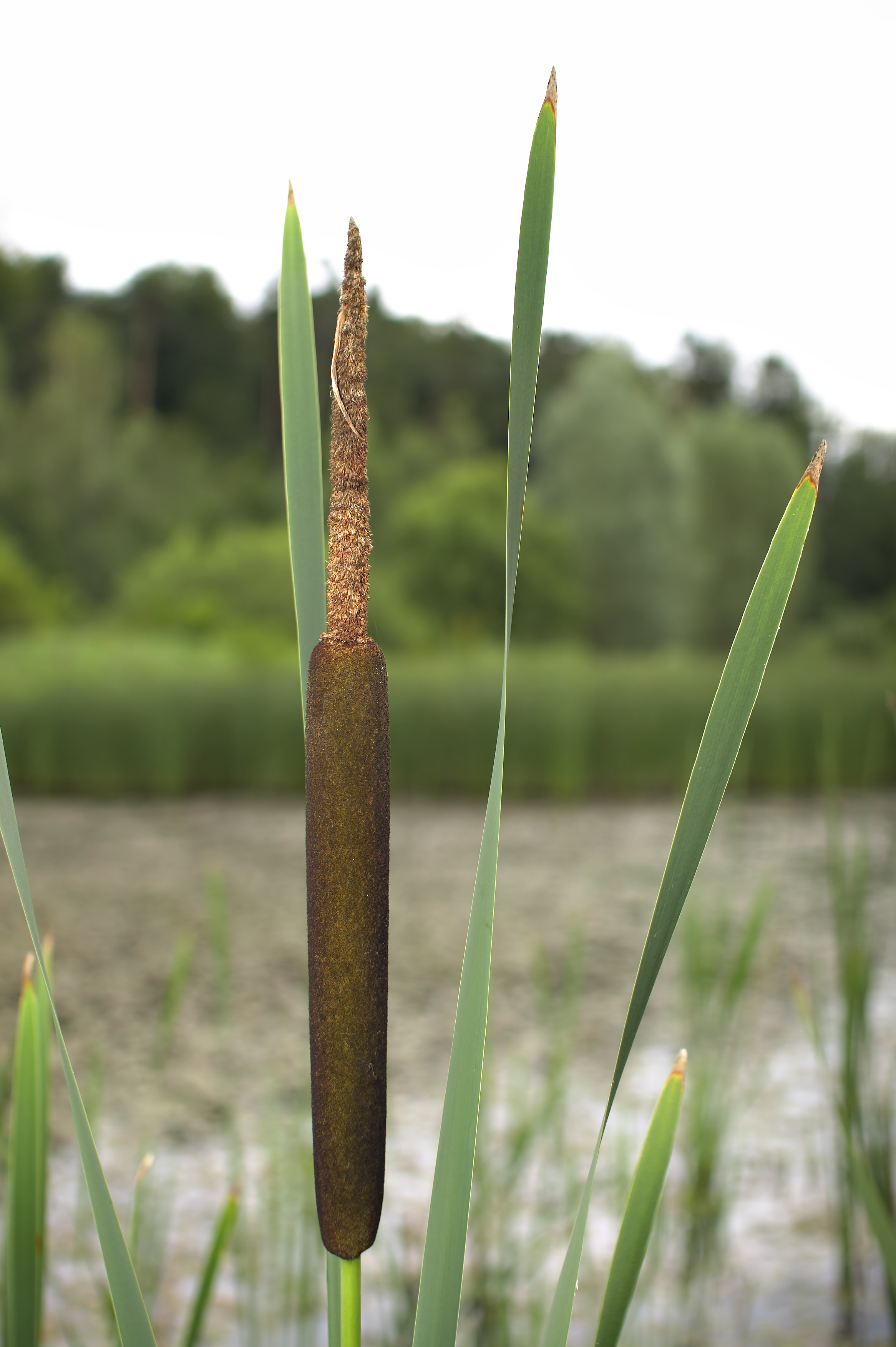
Széleslevelű gyékény
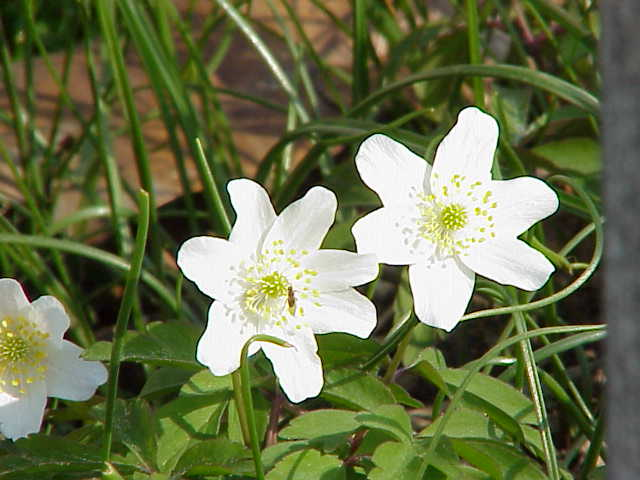
Berki szellőrózsa
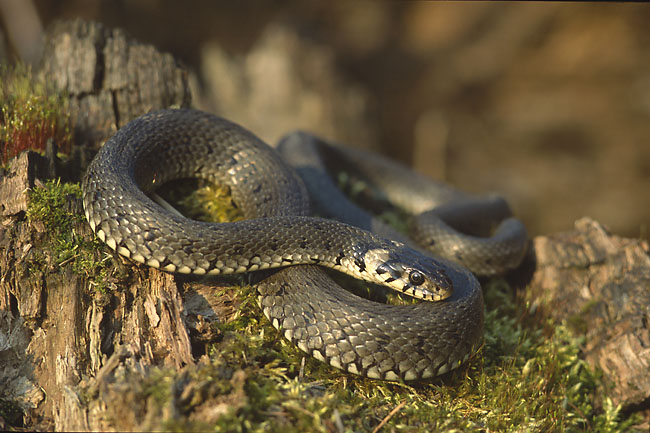
Vízisikló
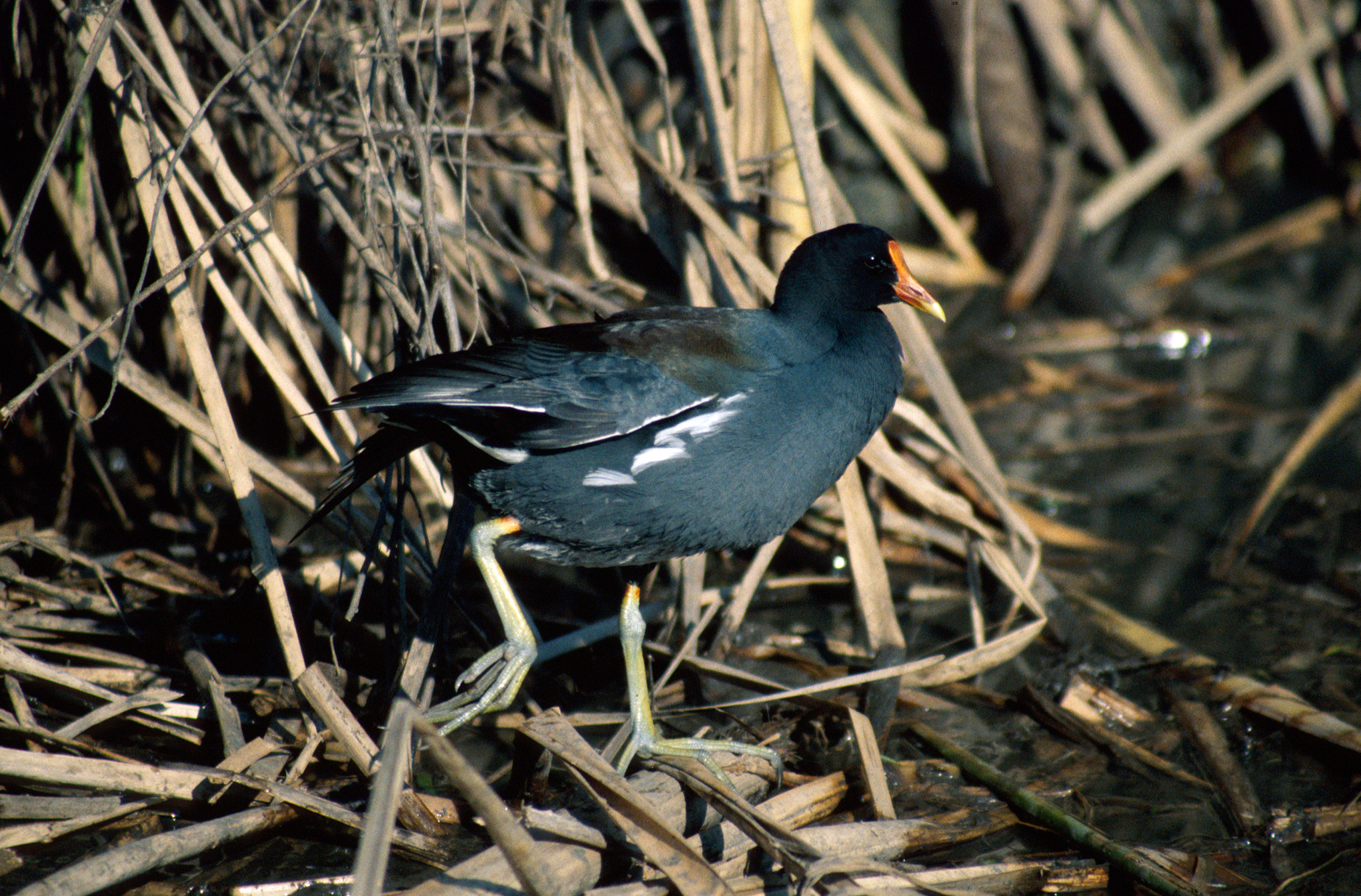
Vizityúk